# Velika nagrada Italije 1972 (neprvenstvena)
Velika nagrada Italije 1972 (uradno II Gran Premio Repubblica Italiana) je bila neprvenstvena dirka Formule 1 v sezoni 1972. Odvijala se je 18. junija 1972 na dirkališču Autodromo Vallelunga.

## Rezultati

### Dirka
| Poz | Št | Dirkač             | Konstruktor  | Krogi | Čas/Odstop | Št. m. |
| --- | -- | ------------------ | ------------ | ----- | ---------- | ------ |
| 1   |    | Emerson Fittipaldi | Lotus-Ford   | 80    | 1:37:31,9  | 1      |
| 2   |    | Andrea de Adamich  | Surtees-Ford | 80    | + 28,8 s   | 5      |
| 3   |    | Nanni Galli        | Tecno-Ford   | 79    | +1 krog    | 8      |
| 4   |    | Mike Beuttler      | March-Ford   | 79    | +1 krog    | 6      |
| 5   |    | Howden Ganley      | BRM          | 59    | +21 krogov | 2      |
| Ods |    | Henri Pescarolo    | March-Ford   | 49    | Vzemtenje  | 4      |
| Ods |    | Peter Gethin       | BRM          | 32    | Menjalnik  | 3      |
| DNS |    | Niki Lauda         | BRM          |       | Trčenje    | 7      |